# Wuling Motors
Ne doit pas être confondu avec le District de Wuling.
La Liuzhou Wuling Automobile Industry Co., Ltd. (chinois : 五菱汽车集团控股有限公司 pinyin : Wǔlíng qìchē jítuán kònggǔ yǒuxiàn gōngsī), connu sur le marché automobile sous le nom de Wuling Motors (chinois : 五菱汽车 pinyin : Wǔlíng Qìchē; litt. « Voitures cinq diamants ») est une coentreprise entre Dragon Hill Holdings (Wuling Motors Holding Limited) et le groupe Wuling établi en 2007 sous son nom actuel. La coentreprise a trois filiales nommées Liuzhou Wuling Motors United Development Co. Ltd., Liuzhou Wuling Special-purpose Vehicle Manufacturing Co. Ltd. et Liuzhou Wuling Liuji Power Co. Ltd. et produit des moteurs, des véhicules de transport spécialisés, des mini-voitures électriques, des camions, des autobus et des pièces automobiles.

## Histoire
Des premiers minibus Wuling sont produits en 1982. En 1986, la Liuzhou Automotive Industry Corporation, l'ancien nom de Wuling, signe un partenariat avec Mitsubishi Motors pour produire le Mitsubishi Minicab (en) de type L100. Au début, 90 % des pièces automobiles utilisées par Wuling étaient importées, mais ont graduellement été produits par la compagnie elle-même. Les Mitsubishi Minicab produits par Wuling ont finalement été commercialisés sous le nom de Liuzhou Wuling LZ 110. Les premières exportations de modèles Wuling ont été effectués en 1992 vers la Thaïlande. En 2001, une coentreprise entre SAIC et Wuling est créée sous le nom de SAIC Wuling Automobile Co. Ltd. La coentreprise devient SAIC-GM-Wuling en 2002. Les deux entreprises vendent leurs véhicules sous la marque Wuling.

## Modèles

### Modèles SAIC Wuling
- Wuling Victory
- Wuling Xingchen
- Wuling Zhengtu
- Wuling Hongguang Mini EV
- Wuling Hongguang :
  - Wuling Hongguang S Classic ;
  - Wuling Hongguang S ;
  - Wuling Hongguang S1 (en) (appelé Wuling Confrero, Wuling Confrero S et Wuling Formo en Indonésie) ;
  - Wuling Hongguang S3 (en).
- Wuling Hongguang V (en) (renommé en Wuling Rongguang V) ;
- Wuling Hongguang Plus (en) ;
- Wuling Hongtu (en) ;
- Wuling Rongguang (en) :
  - Wuling Rongguang S.
- Wuling Sunshine (en) :
  - Wuling Sunshine II ;
  - Wuling Sunshine S ;
  - Wuling Sunshine V.
- Wuling Dragon (en) ;
- Wuling Cortez ;
- Wuling Almaz ;
- Wuling Zhengcheng (en).

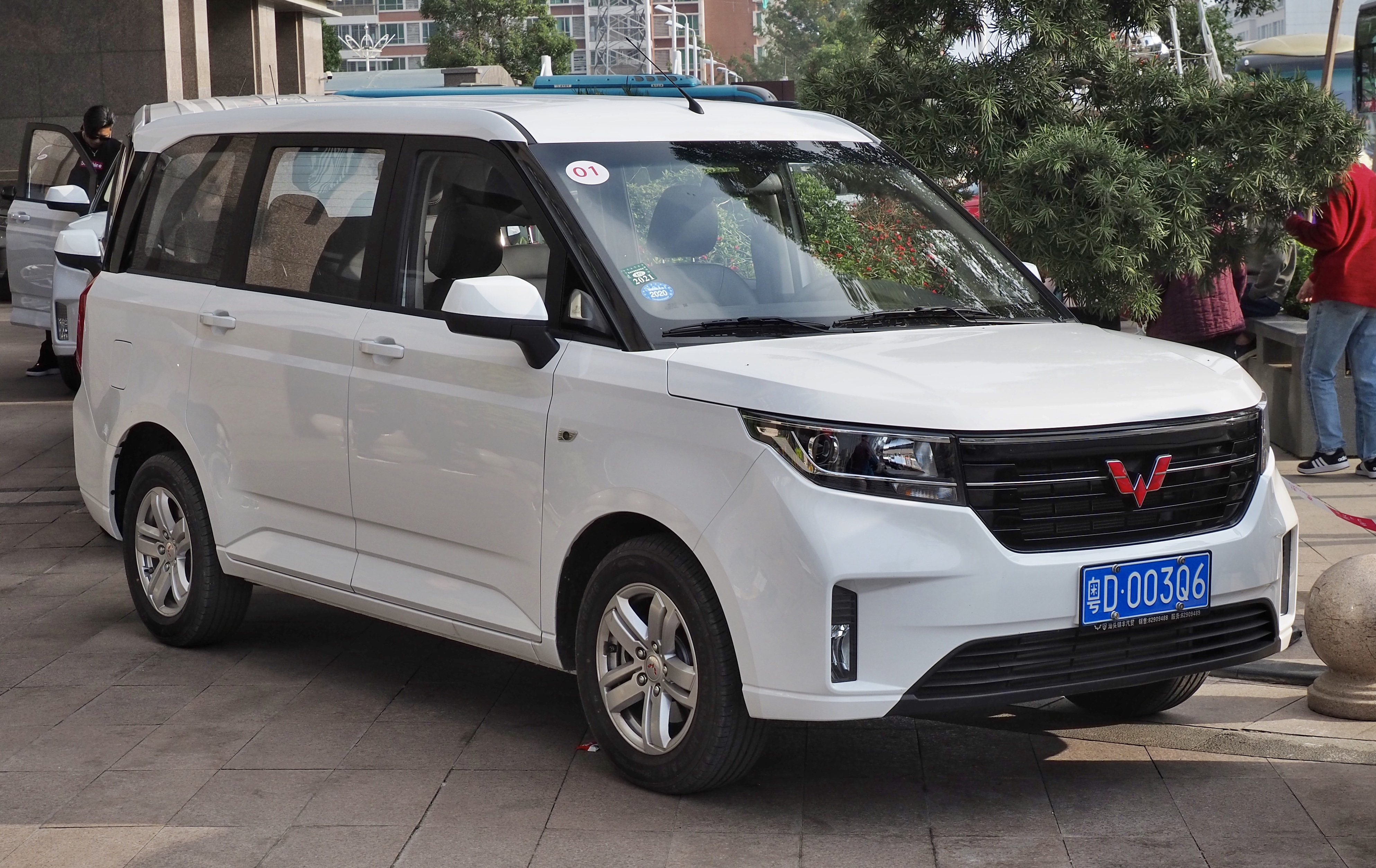
Wuling Hongguang Plus.
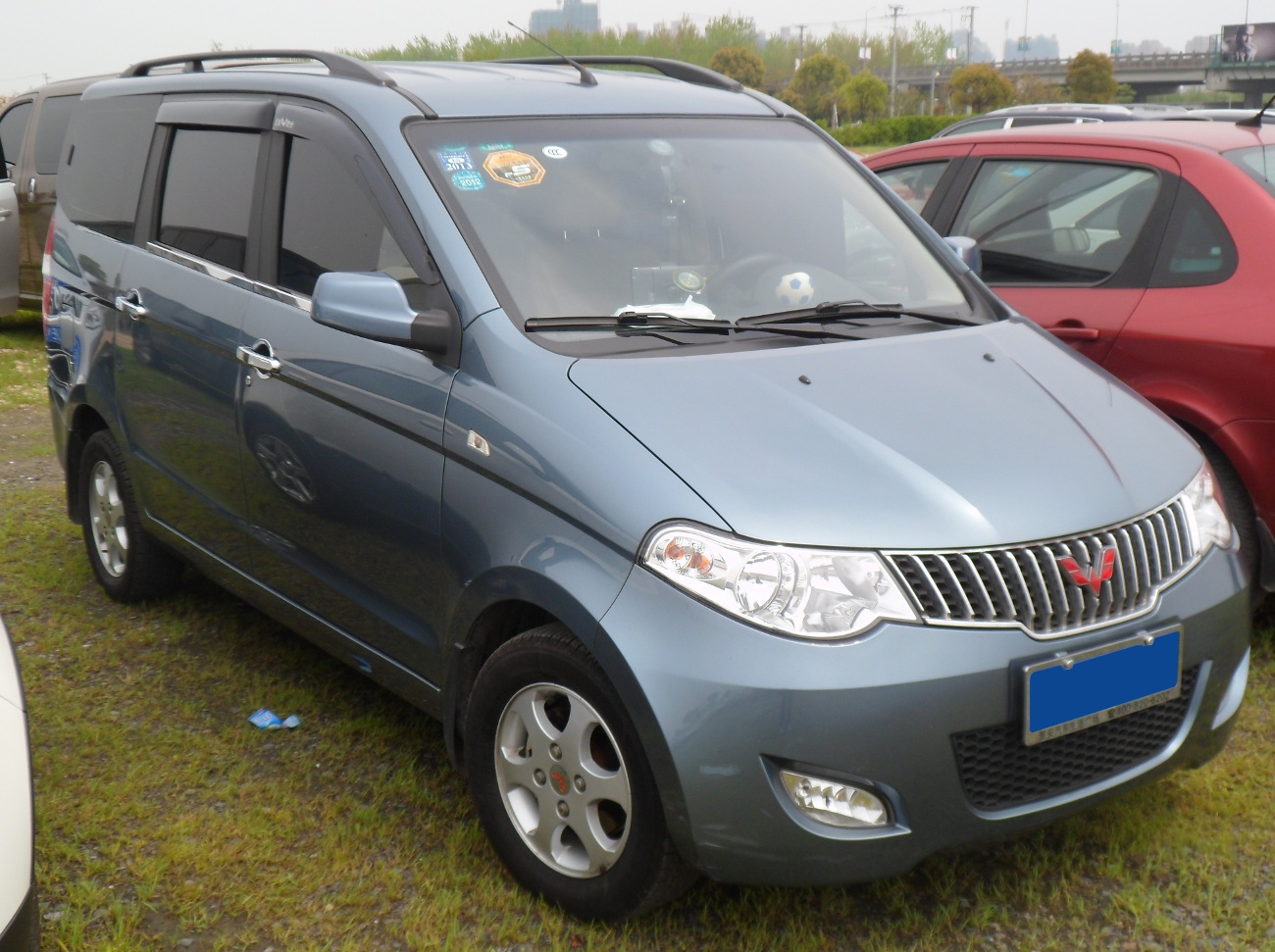
Wuling Hongguang.
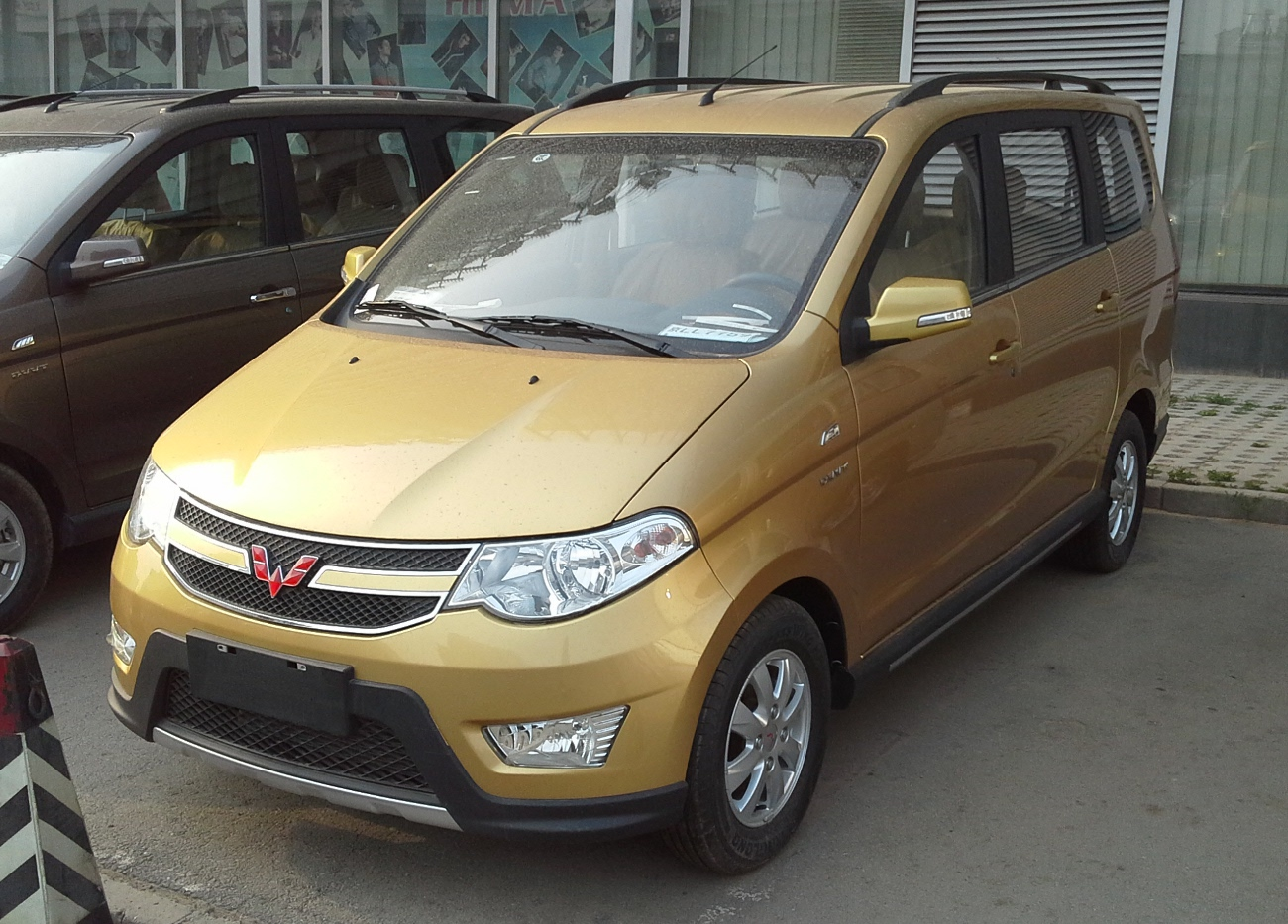
Wuling Hongguang S.
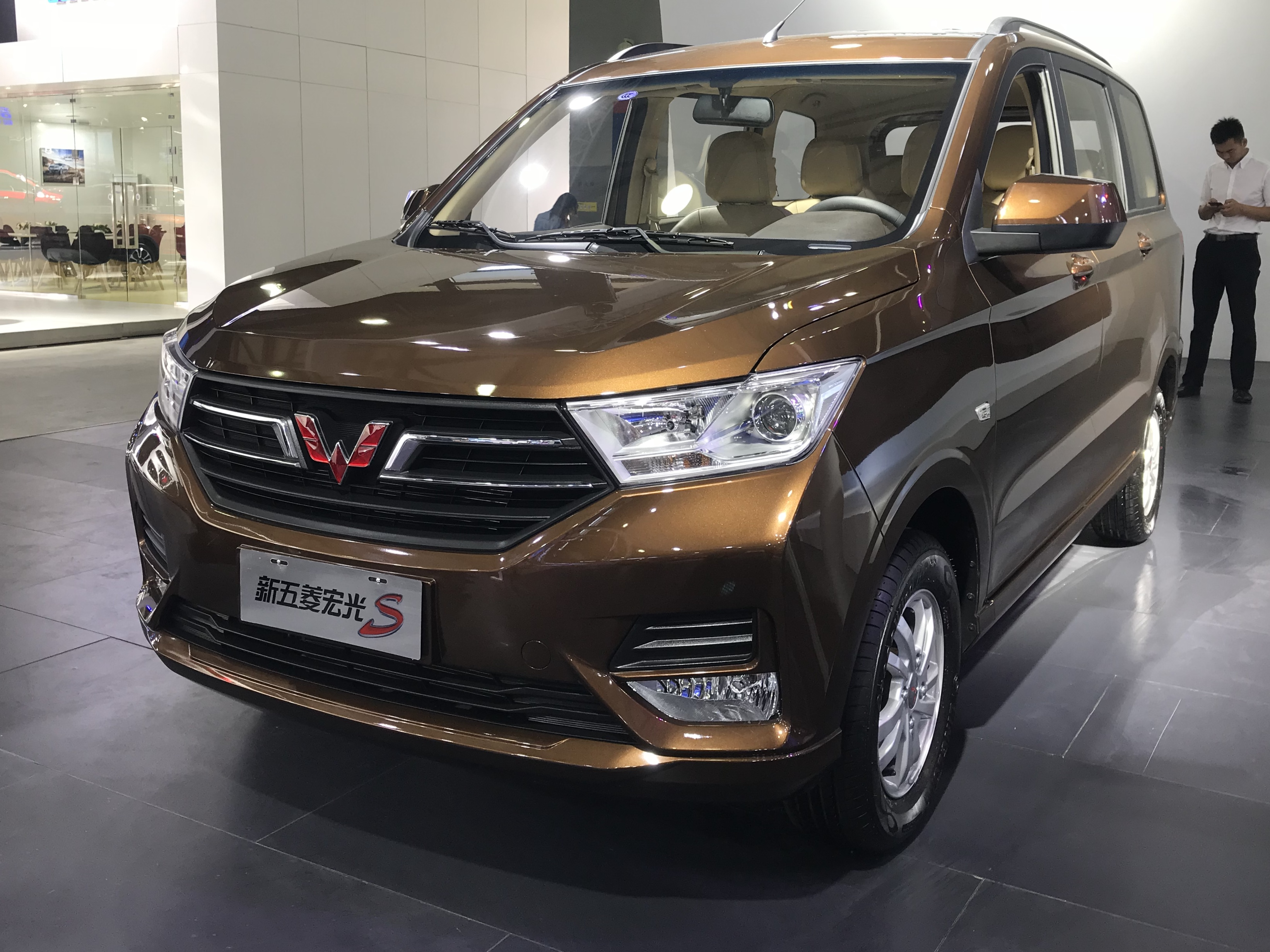
Wuling Hongguang S (seconde génération).
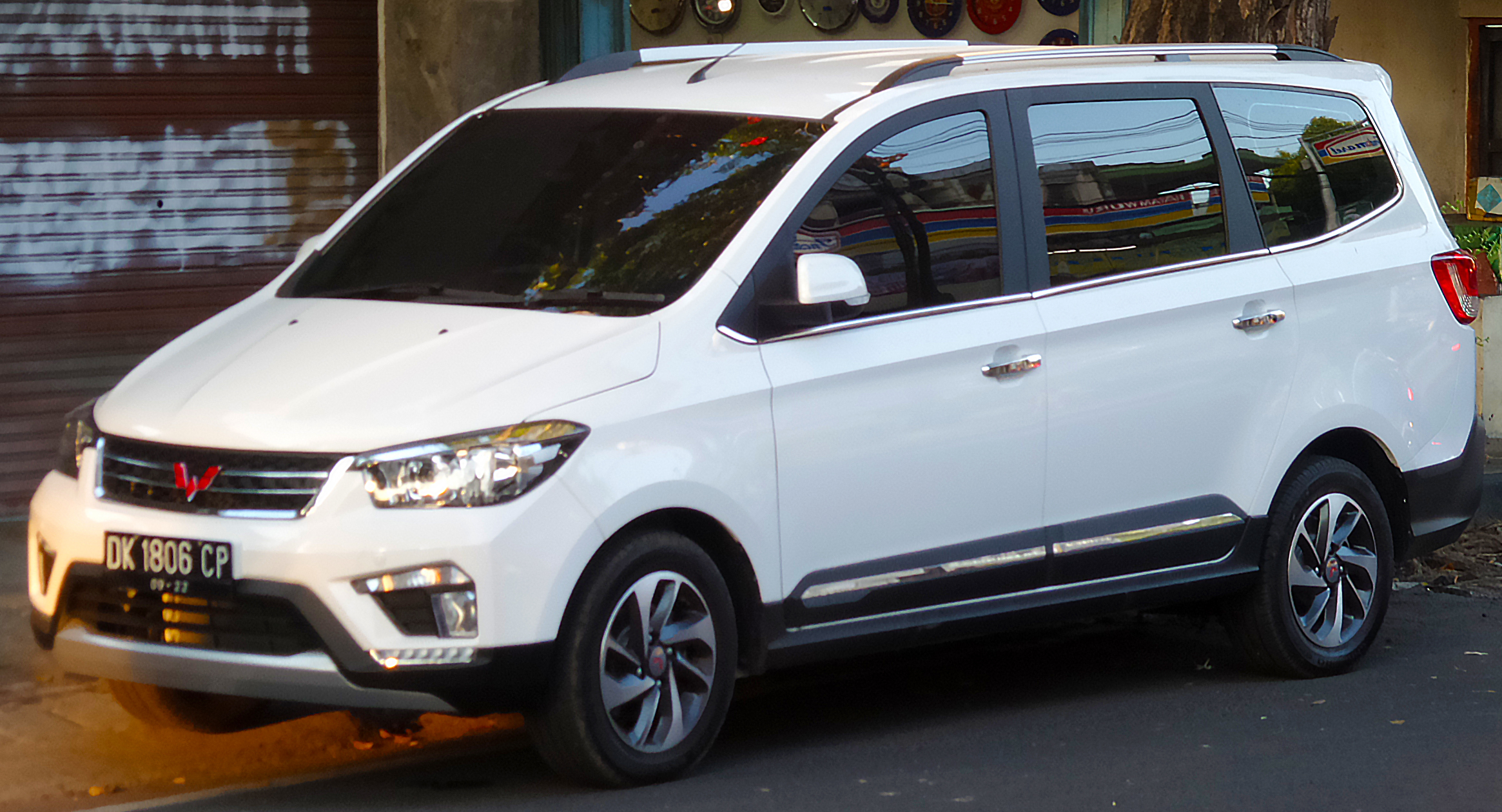
Wuling Hongguang S1 (Wuling Formo/Confrero).
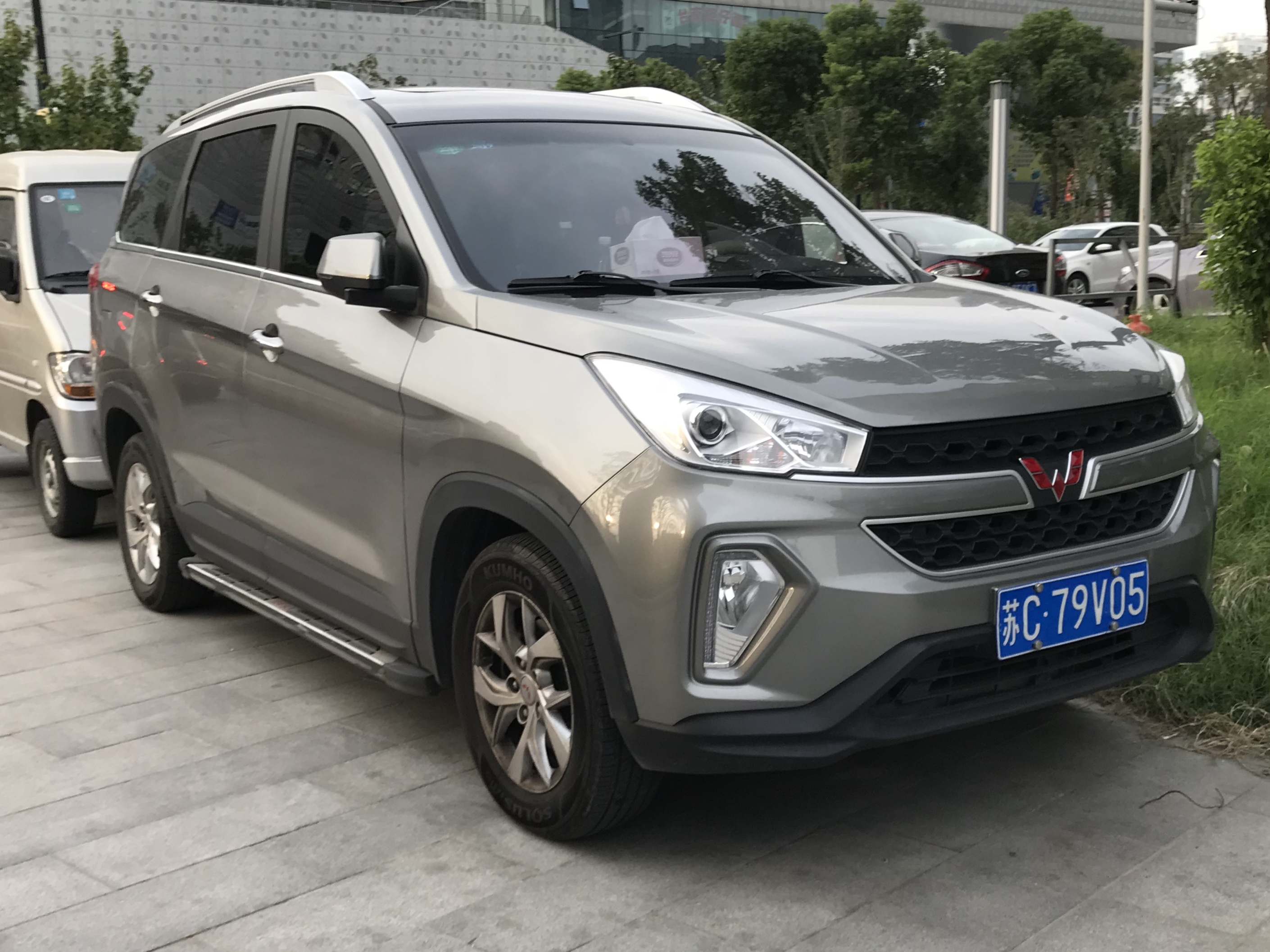
Wuling Hongguang S3.
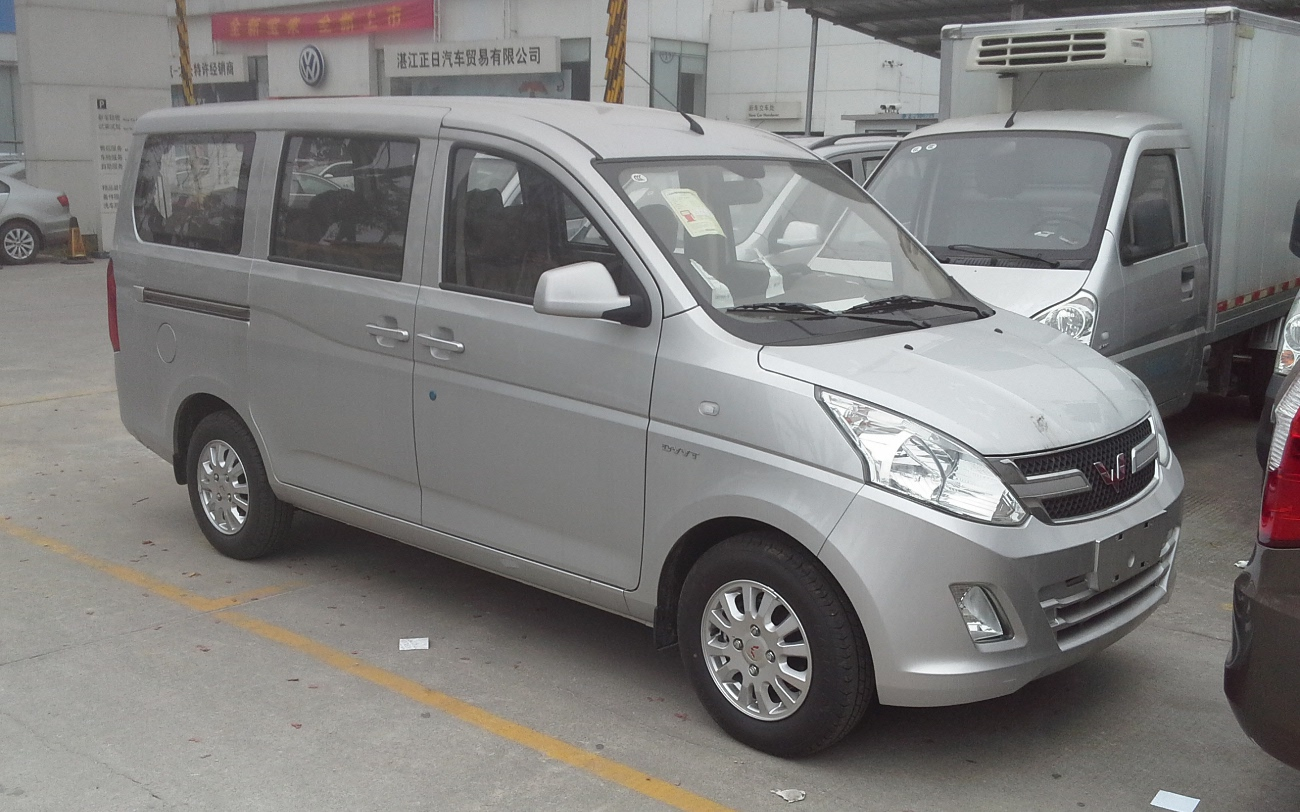
Wuling Hongguang V (Wuling Rongguang V).
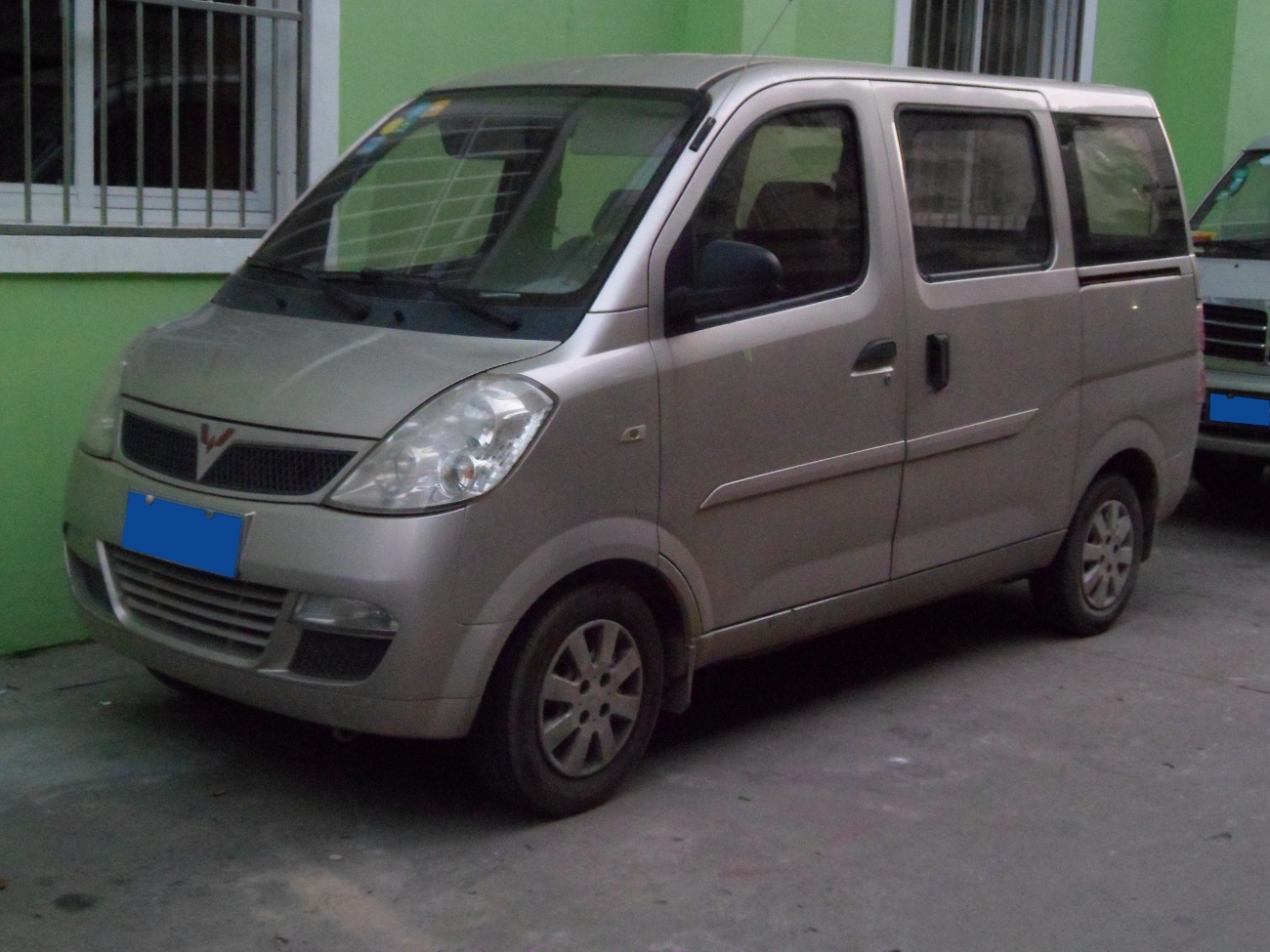
Wuling Hongtu.
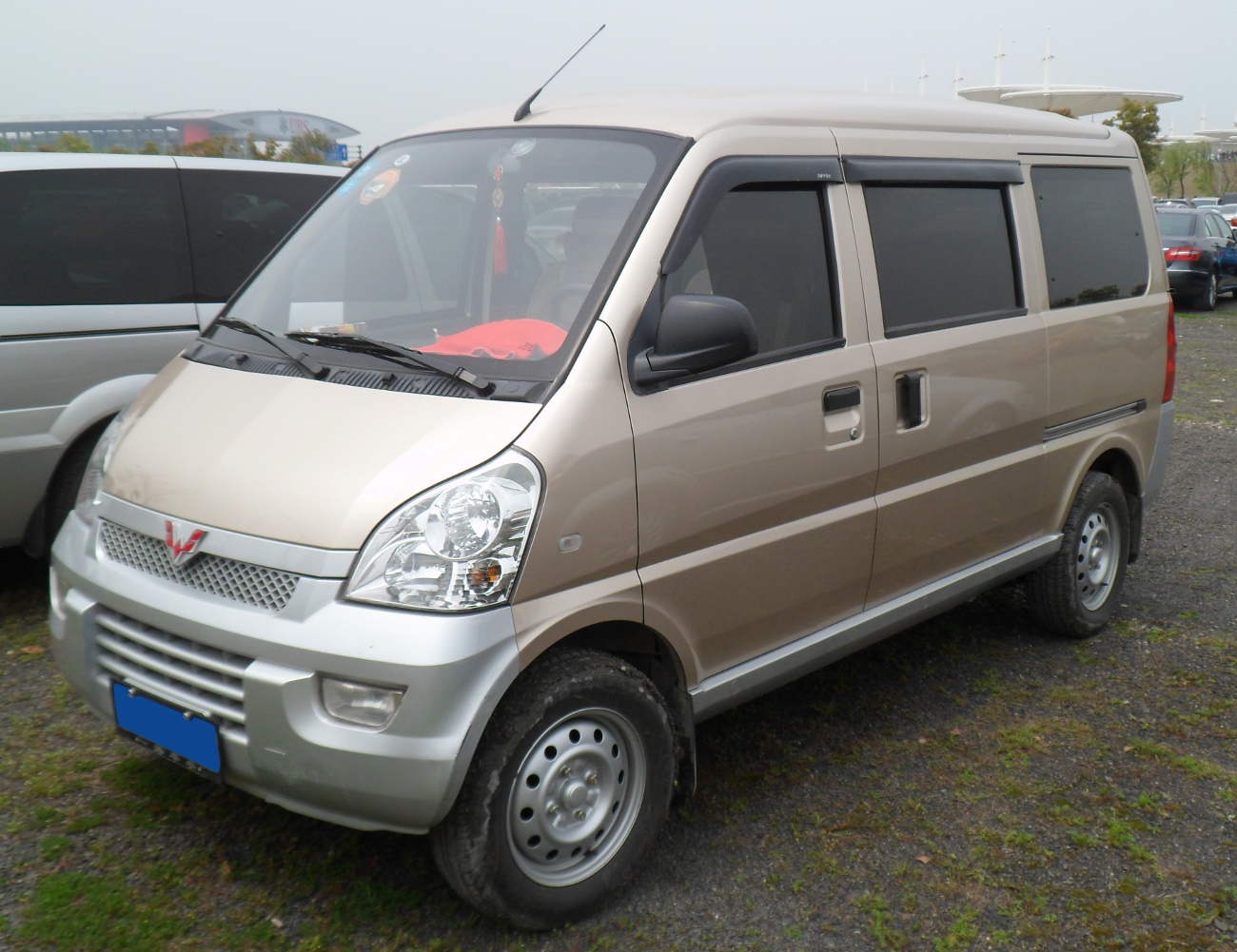
Wuling Rongguang.
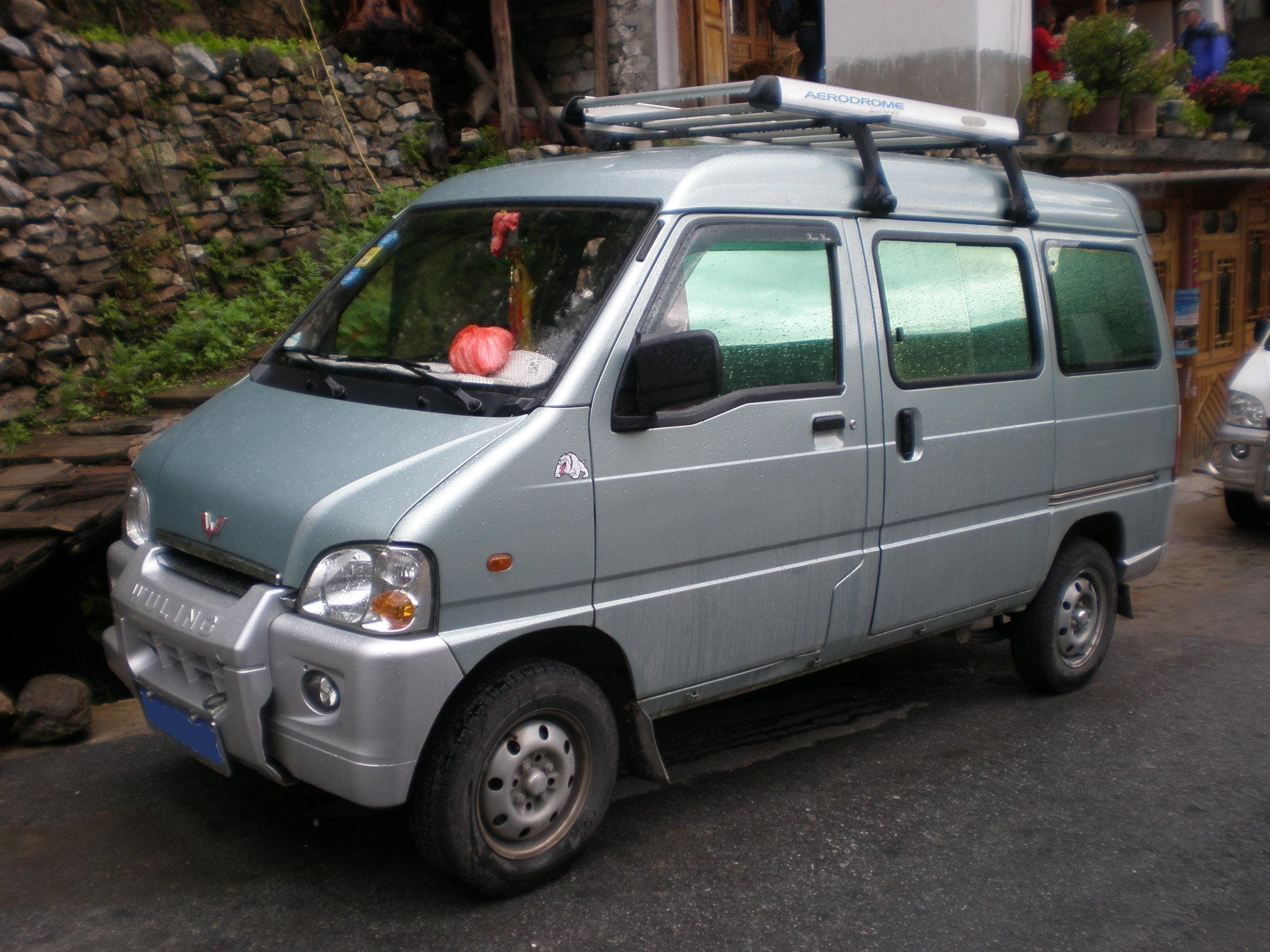
Wuling Sunshine.
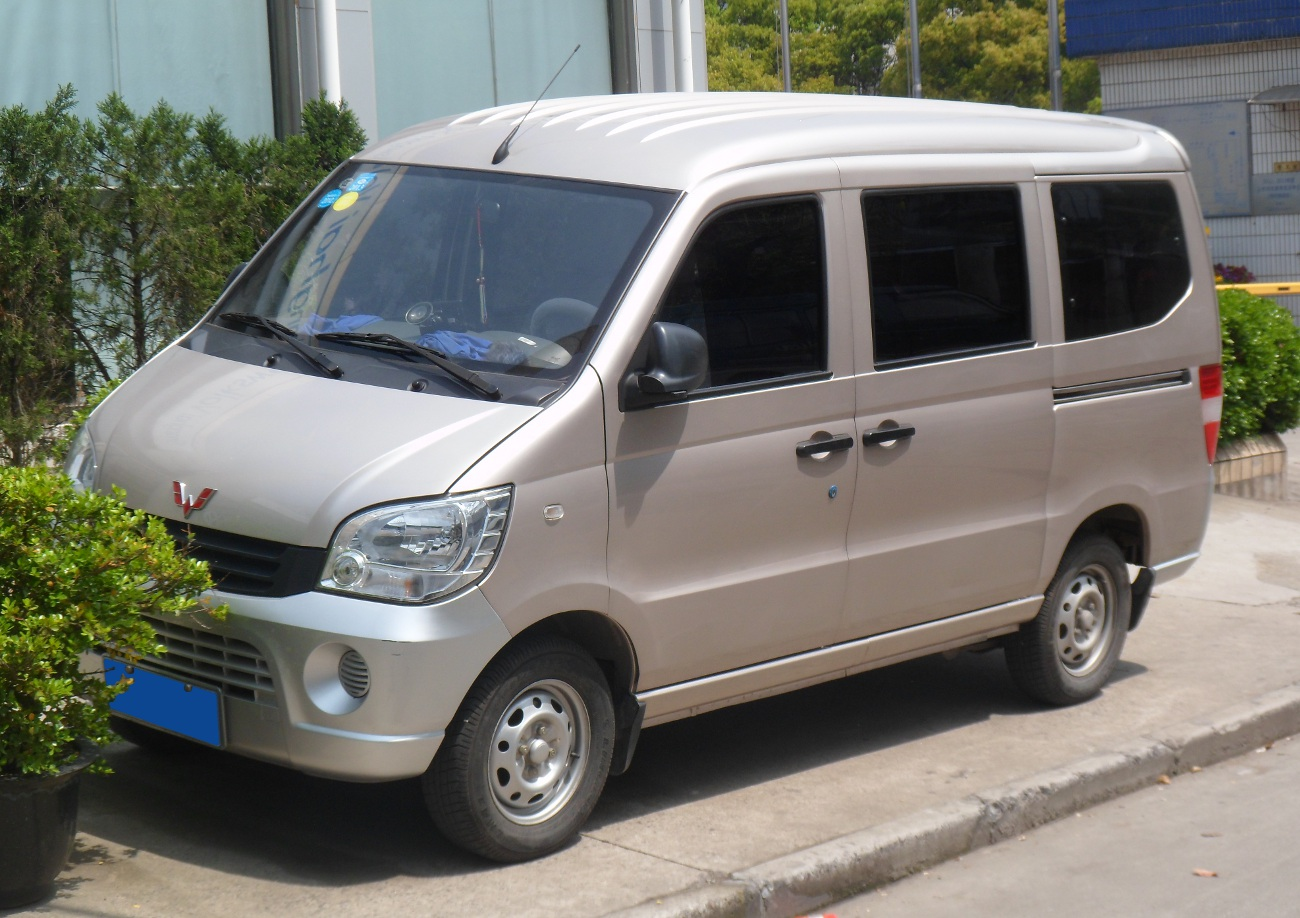
Wuling Sunshine II.
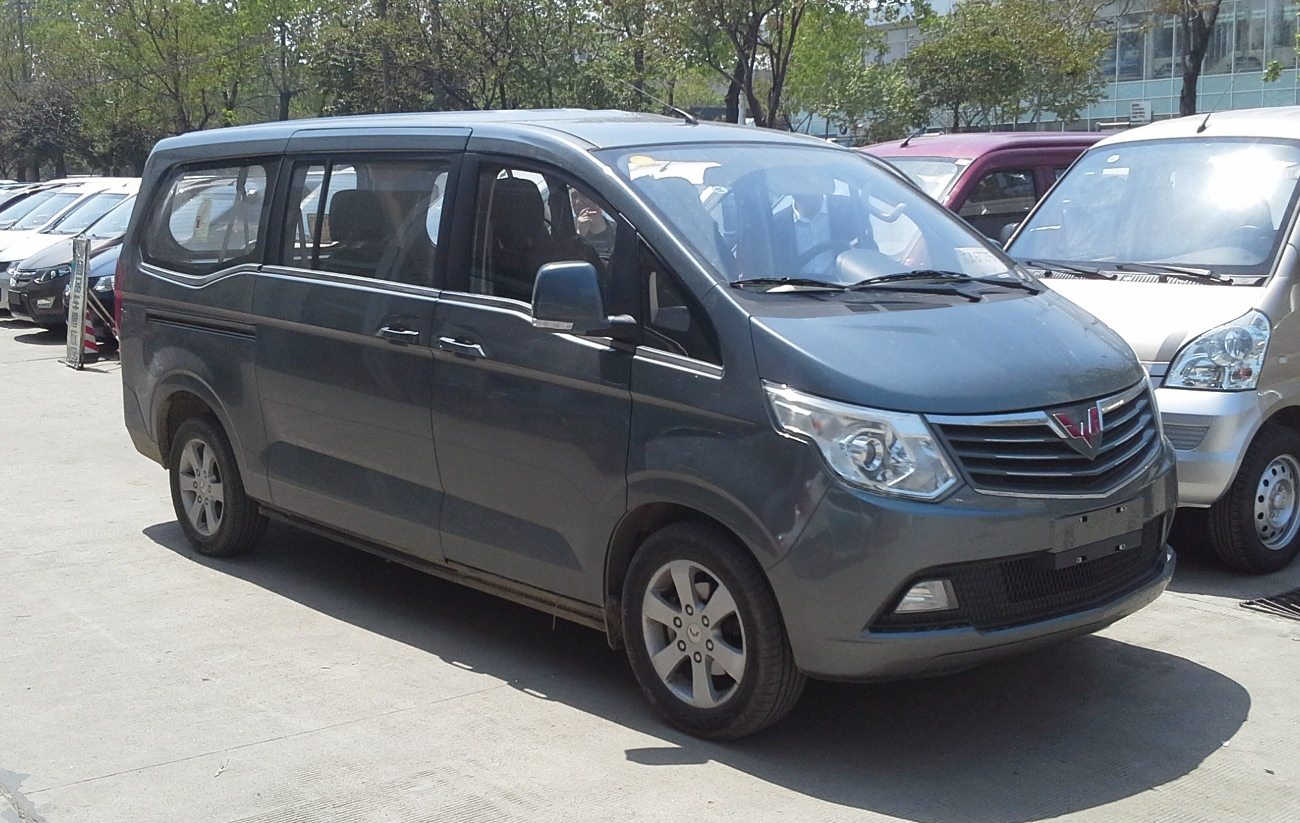
Wuling Zhengcheng.
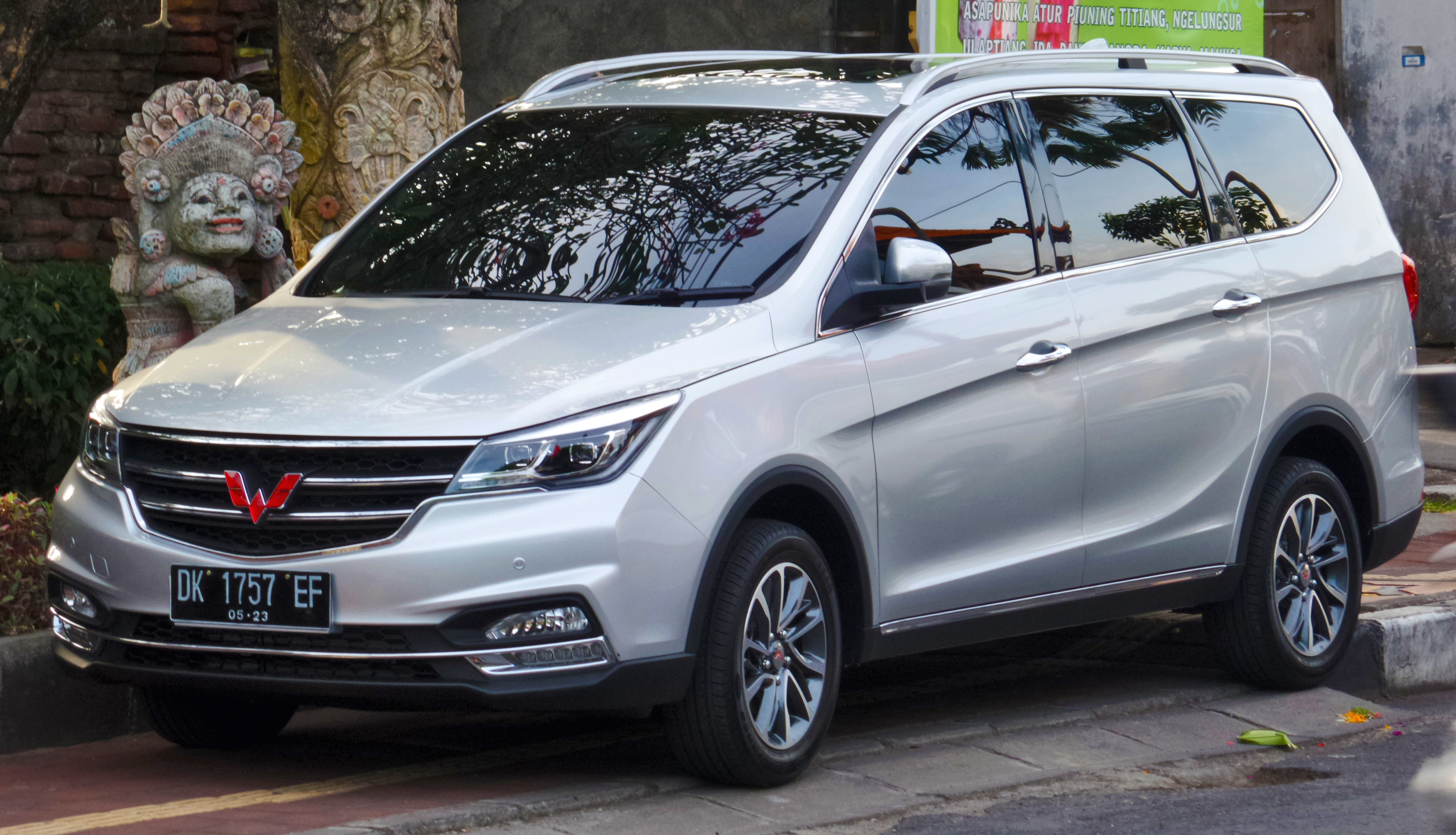
Wuling Cortez.
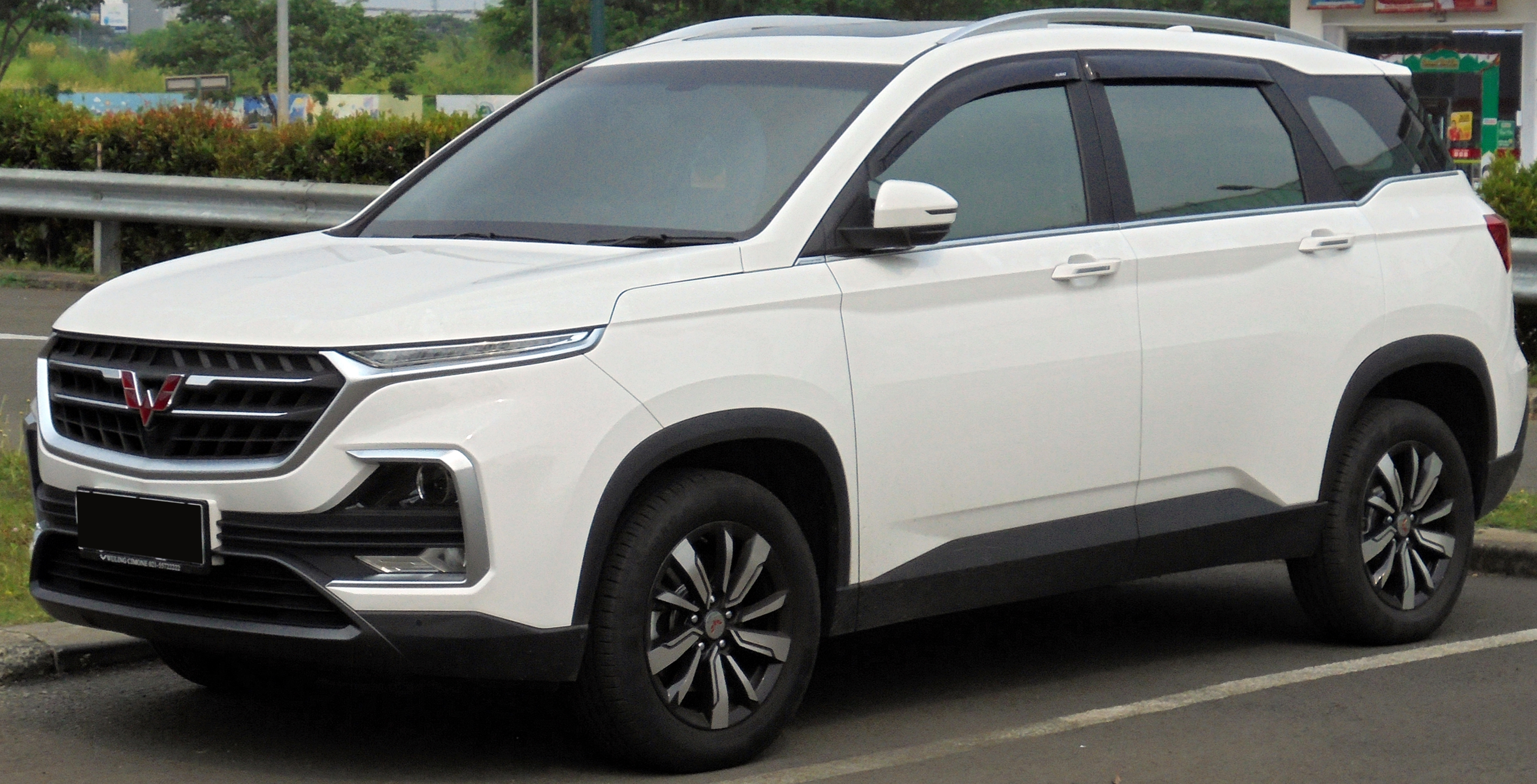
Wuling Almaz.

### Modèles Liuzhou Wuling
- Wuling Weiwei ;
- Wuling V2 ;
- Wuling M100 ;
- Wuling S100 ;
- Wuling Q490.

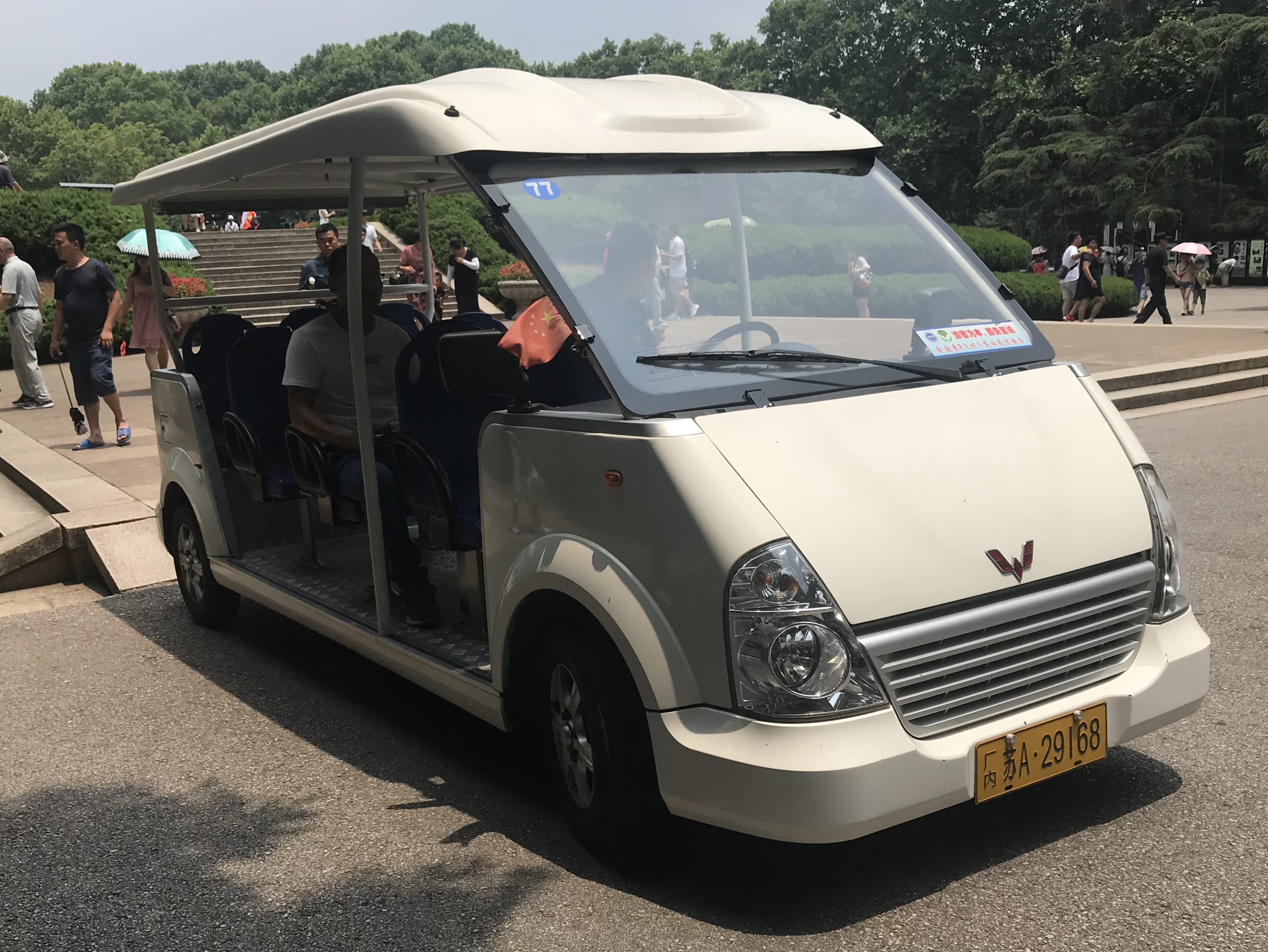
Wuling Weiwei Shuttle.
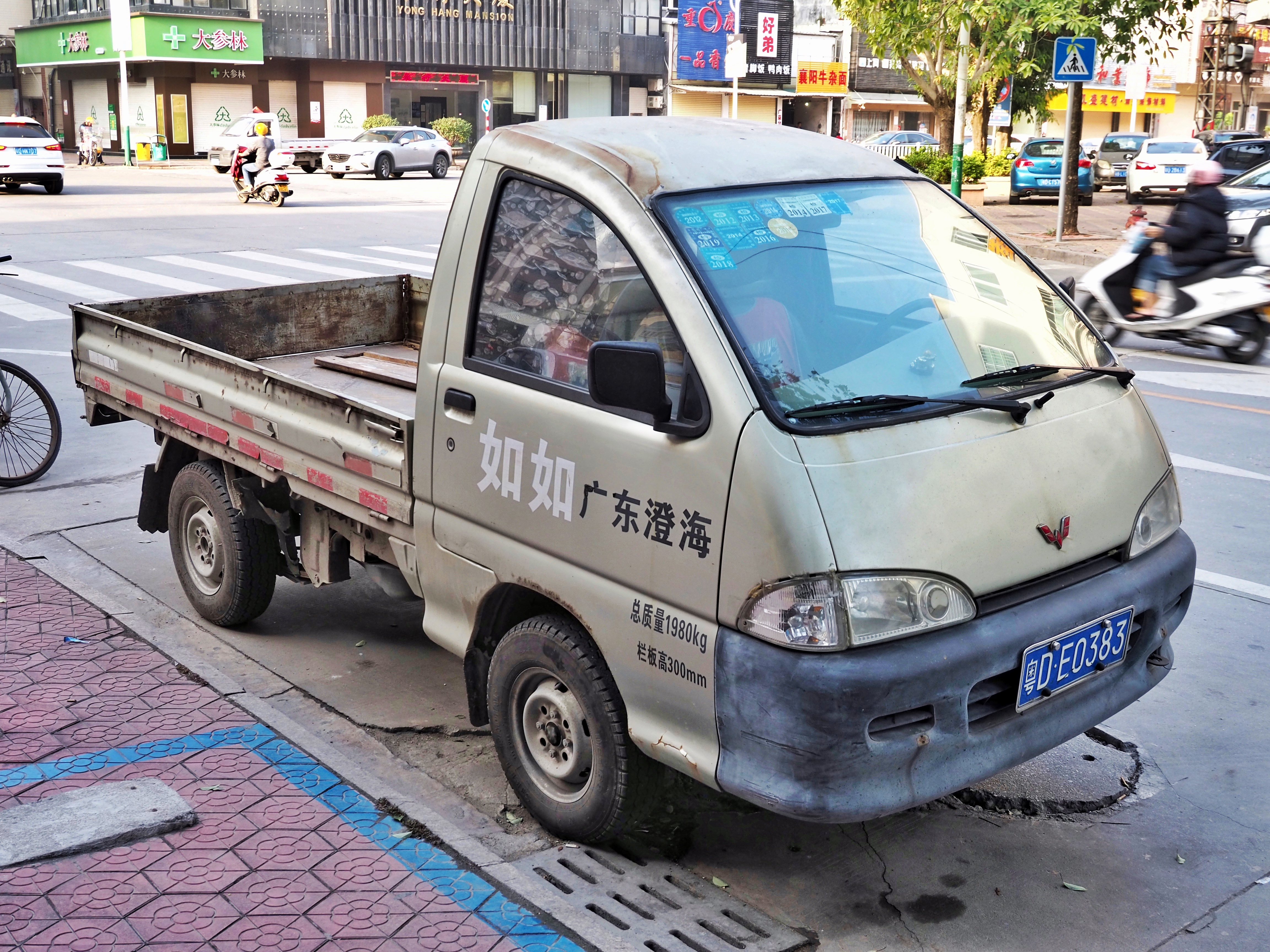
Wuling LZW6370.

## Autres produits

### Moteurs
Wuling Engine est la division de Wuling qui produit des moteurs pour voitures et motocyclettes. Ils ont entre autres un partenariat avec l'entreprise irlandaise Aptiv.

### Génératrices
Wuling produit des ensembles génératrices sous la marque Longward.